# كابانولي
كابانولي (بالإيطالية: Capannoli) هي كومونا في مقاطعة بيزا في منطقة تسكانة الإيطالية، وتقع على بعد 50 كيلومترًا (31 ميلًا) جنوب غرب فلورنسا و 25 كيلومترًا (16 ميلًا) جنوب شرق بيزا.